# Larry Rhoden
Larry Rhoden (Sturgis, 5 de febrero de 1959) es un político, empresario y ganadero estadounidense. Miembro del Partido Republicano, se desempeña como el 34.º gobernador de Dakota del Sur desde el 25 de enero de 2025 y fue el 39.º vicegobernador de Dakota del Sur de 2019 a 2025.
Anteriormente, fue miembro de la Cámara de Representantes de Dakota del Sur de 2001 a 2009 y posteriormente de 2017 a 2019, y miembro del Senado estatal de 2009 a 2015. Rhoden se postuló al Senado de los Estados Unidos en las elecciones de 2014, donde se presentó como oponente conservador en las primarias republicanas al eventual ganador Mike Rounds.

## Primeros años de vida
Rhoden nació y creció en una granja. Creció asistiendo a la iglesia y se graduó de Sunshine Bible Academy en 1977. Después de la secundaria, sirvió en la Guardia Nacional de Dakota del Sur de 1978 a 1985, continuando un legado familiar de servicio militar que comenzó en la Guerra de la Independencia. Mientras sus hijos eran pequeños, sirvió como fideicomisario de la iglesia y obtuvo un puesto en la junta escolar local, y dirigió la Junta Directiva del Cenex del área.

## Carrera
Rhoden sirvió en la Cámara de Representantes de Dakota del Sur de 2001 a 2008, y pasó cuatro años como líder de la mayooría. Después de cumplir su mandato, Rhoden fue elegido para el Senado estatal. En 2010, Rhoden se postuló para líder de la mayoría del Senado, pero perdió ante Russell Olson.

## Candidatura al Senado de Estados Unidos 2014
Rhoden se presentó como candidato al Senado de los Estados Unidos en 2014, y se autodenominó una "voz conservadora a favor de un gobierno limitado".
Rhoden habló en una conferencia organizada por la organización conservadora RedState, criticando la posición de su compañero candidato Mike Rounds sobre los impuestos. Rounds derrotó a Rhoden por un margen de 41.377 a 13.393 en las primarias del 2 de junio de 2014.

## Vicegobernador de Dakota del Sur
Kristi Noem anunció el 20 de junio de 2018 que Rhoden sería su compañero de fórmula como vicegobernador. Noem ya se había referido al papel de un futuro vicegobernador, afirmando que "lo haría de un modo un poco diferente a como lo han hecho Daugaard y Michels". Afirmó además que "no veo que el vicegobernador desempeñe un papel tan importante como el que desempeñó Michels. Simplemente creo que hay ciertas decisiones que el gobernador tiene que tomar, por lo que tal vez sería un papel más tradicional que el que vimos en la última administración".

### Mandato
Rhoden asumió el cargo el 5 de enero de 2019.
En noviembre de 2024, el presidente electo Donald Trump anunció que elegiría a Kristi Noem como Secretaria de Seguridad Nacional, lo que significa que Rhoden la sucedió como gobernadora, luego de ser confirmada por el Senado y su posterior renuncia como gobernadora.

## Vida personal
Rhoden vive en Union Center, Dakota del Sur. Él y su esposa, Sandy, tienen cuatro hijos y cuatro nietos. Rhoden es ganadero de profesión y dirige y posee una explotación de vacas y terneros y un negocio de soldadura personalizada.